# Caproni Ca.46
Le Caproni Ca.46 est un bombardier biplan bipoutre italien de la Première Guerre mondiale de la série des Ca.5 produits après 1917.
La série des bombardiers Ca.5 était marquée par un retour à une configuration biplan et une taille légèrement plus grande par rapport aux types Ca.3. Le premier modèle de la série fut le Ca.44 équipé de trois moteurs Fiat de 200 à 300 ch. Le Ca.44 fut mis en service au début de 1918. Il fut suivi d'une version améliorée, le Ca.45 doté de trois moteurs Isotta-Fraschini. 
Le Ca.46 équipé de trois moteurs Fiat, Isotta ou Liberty, fut une version similaire à l'exception d'une augmentation de puissance apportant de meilleures performances.
Comme de nombreux modèles de Caproni, les deux propulseurs à hélices tractrices montées dans les ailes étaient refroidis par des radiateurs frontaux, tandis que le radiateur du troisième à hélice propulsive - positionné derrière la nacelle - était situé dans le nez de celle-ci. 
La charge en munitions atteignait 540 kg et l'armement défensif ne comprenait que deux mitrailleuses, l'une frontale, l'autre montée dans une sorte de cage métallique au-dessus de l'hélice propulsive. 
La production italienne totale de Ca.5, en incluant ses variantes, atteignit 255 exemplaires et un petit lot de Ca.45 furent fabriqués en France par Esnault-Pelterie. Plus tard, deux Ca.46 furent livrés aux États-Unis, ils furent suivis de trois autres exemplaires construits dans ce pays avant la fin du conflit 1914-1918.
Un autre type destiné à être produit fut le Ca.47, un hydravion de bombardement ou porteur de torpille, équipé de deux flotteurs Zari, globalement proche du Ca.46, et doté de moteurs Liberty ou Fiat. Une licence de fabrication fut attribuée à Piaggio qui en assembla seulement une dizaine, ces appareils n'étant pas livrés avant l'Armistice. 

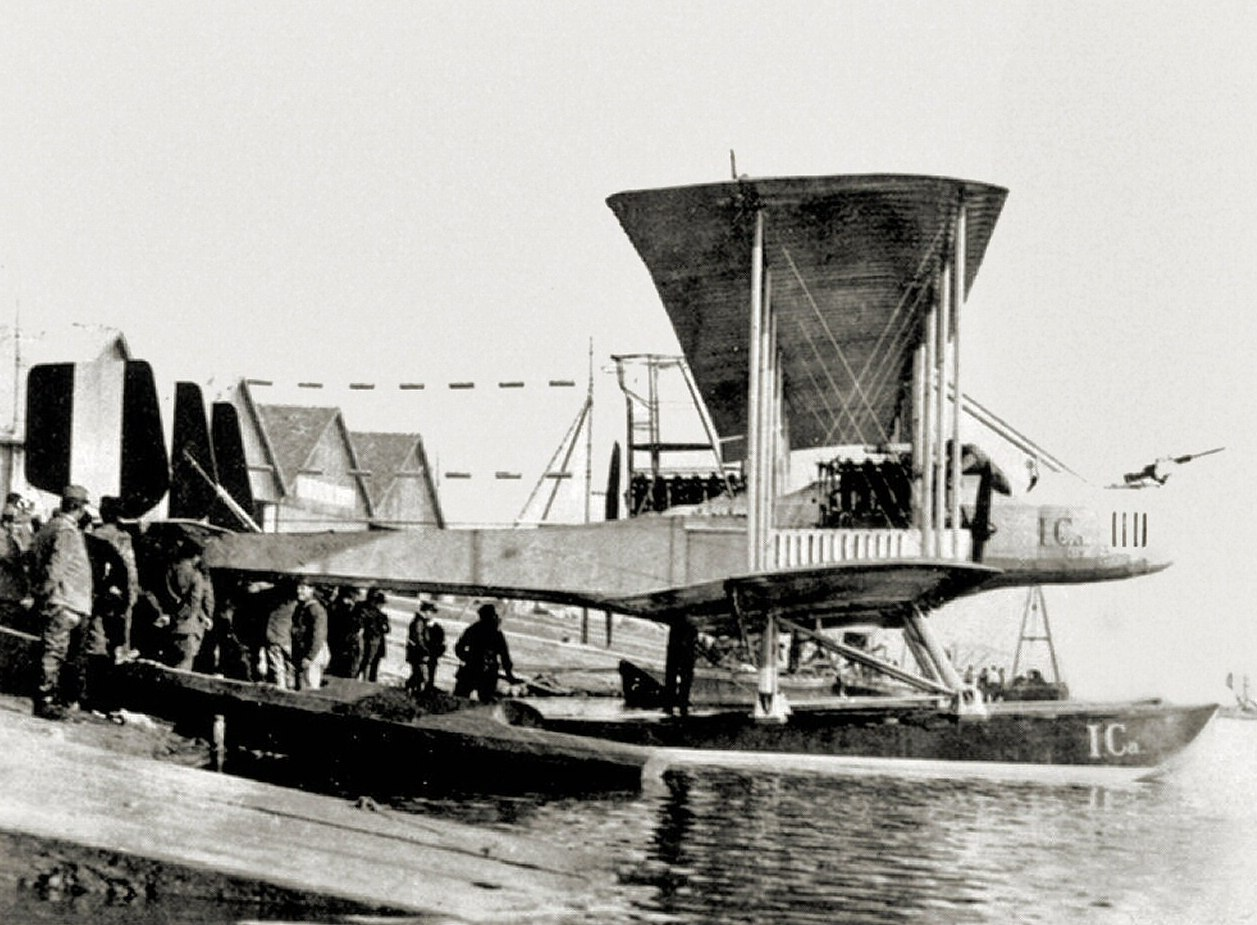
Le Ca.47 construit à 10 exemplaires, variante du Caproni Ca.46.

Les Ca.5 furent mis en opération en majorité dans des escadrilles italiennes de bombardement de nuit opérant en France durant les neuf derniers mois de la Première Guerre mondiale. Cependant, quelques machines étaient encore en service sur le front italien (opérations militaires contre les armées de l'Autriche-Hongrie et de l'Allemagne dans l'Italie nord-orientale) à la fin du conflit. 
Les bombardiers Caproni de tous types furent en service permanent tout au long de la participation italienne à la Première Guerre mondiale. Leurs capacités d'emport n'étaient pas exceptionnelles par rapport à leur taille, mais leurs cibles étant à grande distance de leurs bases, cela impliquait de long vols au-dessus de zones montagneuses. En raison de leur grande taille, ils nécessitaient un pilotage énergique, mais leurs excellentes qualités de vol et leur solidité étaient bien adaptées aux conditions dans lesquelles ils devaient opérer. 
Plusieurs projets de conversion de Ca.42 en avions civils dotés d'une cabine furent envisagés, avec une capacité pouvant aller jusqu'à trente passagers, mais il semble qu'aucun ne fut mis en service commercial. Cependant, Breda, construisit sous la désignation B.1, une version civile du Ca.46 d'une capacité de huit passagers. Cet avion effectua un vol inaugural planifié entre Milan et Rome, le 29 janvier 1919.
1. ↑  J.N. Passieux, « Caproni Ca.5 (Ca.46) » [http://jnpassieux.fr/www/html/Caproni_Ca5.php%5D (consulté le 28 décembre 2021)